# كفر الحطبة
قرية كفر الحطبة هي إحدى القرى التابعة لمركز شربين في محافظة الدقهلية في جمهورية مصر العربية. حسب إحصاءات سنة 2006، بلغ إجمالي السكان في كفر الحطبة 6,185 نسمة، منهم 2,971 رجل و3,214 امرأة.